# Militära grader i Kriegsmarine
Militära grader i Kriegsmarine visar den hierarkiska ordningen i Nazitysklands flotta, Kriegsmarine i jämförelse med motsvarande grader i den svenska flottan under andra världskriget.

## Militär personal

### Officerare
| Militär grad Specialbenämning (personalkår) | Gradbeteckning på axeltränsarna | Gradbeteckning på underärmarna |
| --- | ------------------------------- | ------------------------------ |
| Großadmiral Storamiral |                                 |                                |
| Generaladmiral Generalamiral |                                 |                                |
| Admiral Admiraloberstabzarzt (marinläkare) Admiraloberstabsrichter (marinauditör) Admiraloberstabsintendant (marinintendent) Amiral |                                 |                                |
| Vizeradmiral Admiralstabsarzt (marinläkare) Viceamiral |                                 | Vizeadmiral Admiralstabsarzt   |
| Konteradmiral Admiralarzt (marinläkare) Konteramiral |                                 |                                |
| Kommodore Kommendör i högre lönegrad |                                 |                                |
| Kapitän zur See (sjöofficer) Kapitän (MA) (kustartilleri) Kapitän (Ing.) (mariningenjör) Kapitän (V) (marinintendent) Kapitän (W) (marintygofficer) Kapitän (T) (torpedteknisk officer) Kapitan (TN) (signalteknisk officer) Flottenarzt (marinläkare) Kommendör |                                 |                                |
| Fregattenkapitän Geschwaderarzt (marinläkare) Musikoberinspizient (musikinspektör) Kommendörkapten |                                 |                                |
| Korvettenkapitän Marineoberstabsarzt (marinläkare) Musikinspizient (musikinspektör) Örlogskapten |                                 |                                |
| Kapitänleutnant Marinestabsarzt (marinläkare) Stabsmusikmeister (musikdirektör) Kapten |                                 |                                |
| Oberleutnant zur See (sjöofficer) Marineoberassistenzarzt (marinläkare) Obermusikmeister (musikdirektör) Löjtnant |                                 |                                |
| Leutnant zur See (sjöofficer) Leutnant (MA) (kustartilleri) Leutnant (Ing.) (mariningenjör) Leutnant(V) (marinintendent) Leutnant (W) (marintygofficer) Leutnant (T) (torpedteknisk officer) Leutnant (TN) (signalteknisk officer) Leutnant (AMD) (allmän marinofficerstjänst) Marineassistenzarzt (marinläkare) Musikmeister (musikdirektör) Fänrik |                                 |                                |
| Oberfähnrich Oberfähnrich zur See (sjöofficersaspirant) Oberfähnrich d. Marineingenieurwesens (mariningenjörsaspirant) Oberfähnrich d. Marineverwaltung (marinintendentsaspirant) Oberfähnrich d. Marinewaffenwesens (marintygofficersaspirant) Marineunterarzt (marinläkarstipendiat) Oberfähnrich (tjänstemannaaspirant) Flaggkadett (tjänsteställning över Oberfeldwebel, men under Stabsoberfeldwebel)                                                                        |                                 |                                |
| Fähnrich Fähnrich zur See (sjöfficersaspirant) Fähnrich des Marineingenieurwesens (mariningenjörsaspirant) Fähnrich der Marineverwaltung (marinintendetsaspirant) Fähnrich des Marinewaffenwesens (marintygofficersaspirant) Marinesanitätsfähnrich (marinläkaraspirant) Fähnrich (tjänstemannaaspirant) Sjökadett (tjänsteställning över Maat, men under Feldwebel) Under kriget skedde befordran till denna grad rum efter 13 månaders utbildning och avlagd sjöofficersexamen. |                                 |                                |
| Kadett Seekadett (sjöfficersaspirant) Kadett des Marineingenieurwesens (mariningenjörsaspirant) Kadett der Marineverwaltung (marinintendetsaspirant) Kadett des Marinewaffenwesens (marintygofficersaspirant) Marinesanitätskadett (marinläkaraspirant) Kadett (tjänstemannaaspirant) Officersaspirant (tjänsteställning som Matrose) | -                               |                                |

### Underofficerare
| Militär grad Specialbenämning (yrkesavdelning) | Gradbeteckning på axelklaffarna (yrkestecken tillkommer) |
| --- | -------------------------------------------------------- |
| Stabsoberfeldwebel Stabsoberbootsmann (däck) Stabsoberstückmeister (fartygsartilleri) Stabsoberwachtmeister (väbel) Stabsobermaschinist (maskin) Stabsobersteuermann (navigation) Stabsobersignalmeister (signal) Stabsoberfunkmeister (radio) Stabsoberfernschreibmeister (telex) Stabsoberzimmermeister (timmerman) Stabsoberfeuerwerker (ammunition) Stabsobermechaniker (artillerimekaniker, torpedmekaniker, minmekaniker) Verwaltungsstabsoberfeldwebel (intendenturexpedition, förråd, förplägnad) Schreiberstabsoberfeldwebel (expedition) Sanitätsstabsoberfeldwebel (sjukvård) Musikstabsoberfeldwebel (musik) Stabsoberfeldwebel (tilltal: Hauptfeldwebel) (kompaniadjutant) Marineartilleriestabsoberfeldwebel (kustartilleri) Kraftfahrstabsoberfeldwebel (motorfordon) Stabsoberfeldwebel (mönstring, inskrivning) Oberwaffenwart (förste tyghantverkare) Waffenwart (tyghantverkare) Flugmeldestabsoberfeldwebel (luftbevakning) Flaggunderofficer Befordran till denna grad skedde automatiskt för Oberfeldwebel efter 3 års tjänstgöring i graden och minst 10 års tjänstgöring i marinen. |                                                          |
| Oberfeldwebel Underofficer av 2. graden Oberfeldwebelanwärter utvaldes bland underbefälet efter ett års tjänstgöring som Maat. Efter genomgången underofficersutbildning ägde befordran rum direkt till Oberfeldwebel. |                                                          |
| Stabsfeldwebel (F) Underofficer av 3. graden Befordran till denna grad skedde automatiskt för Feldwebel efter 12 års tjänst i marinen. Innehavare av denna grad kunde inte befordras till Oberfeldwebel. |                                                          |
| Feldwebel Flaggkorpral Befordran efter 2 års tjänstgöring som Obermaat. Innehavare av denna grad kunde inte befordras till Oberfeldwebel. |                                                          |

### Underbefäl
| Militär grad | Gradbeteckning på kragspeglarna | Gradbeteckning på vänstra överärmen i form av yrkestecken |
| --- | ------------------------------- | --------------------------------------------------------- |
| Obermaat Högbåtsman Befordran efter 2 års tjänstgöring som Maat om inte befordran till högre grad redan skett. Innehavare av denna grad kunde inte befordras till Oberfeldwebel. |                                 | Oberbootsmannsmaat Obersteurmannsmaat                     |
| Maat Korpral Urval bland manskapet och genomgången utbildning som Unteroffiziersanwärter (befälselev)                                                                            |                                 | Bootsmannsmaat Steuermannsmaat                            |

### Manskap
| Militär grad Specialbenämning (yrkesavdelning) | Gradbeteckning på vänstra överärmen (under yrkestecken) |
| --- | ------------------------------------------------------- |
| Stabsobergefreiter Sjöman 1kl. med 8 års tjänstgöring | Matrosenstabsobergefreiter                              |
| Stabsgefreiter Sjöman 1kl. med 6 års tjänstgöring | Matrosenstabsgefreiter                                  |
| Hauptgefreiter Sjöman 1kl. med 4 1/2 års tjänstgöring | Matrosenhauptgefreiter                                  |
| Obergefreiter Sjöman 1kl. Befordran till denna grad ägde rum efter 1 års tjänstgöring som Gefreiter | Matrosenobergefreiter                                   |
| Gefreiter UA Sjöman 2kl. befälselev efter avslutad utbildning | Matrosenstabsgefreiter UA                               |
| Gefreiter UA Sjöman 2kl. befälselev under utbildning | Matrosenstabsgefreiter UA                               |
| Gefreiter Matrosengefreiter (däck) Maschinengefreiter (maskin) Signalgefreiter (signal) Funkgefreiter (radio) Fernschreibgefreiter (telex) Zimmermansgefreiter (timmerman) Mechanikergefreiter (mekaniker) Verwaltungsgefreiter (intendentur) Schreibergefreiter (expedition) Sanitätsgefreiter (sjukvård) Musikgefreiter (musik) Marineartilleriegefreiter (kustartilleri) Kraftfahrgefreiter (motorfordon) Flugmeldegefreiter (luftbevakning) Sjöman 2kl. Befordran till denna grad ägde rum efter 9 månaders tjänstgöring | Matrosengefreiter                                       |
| Matrose Sjöman 3kl. | Yrkestecken för Seemännische Laufbahn (däcksavdelning)  |

### Sonderführer
På grund av bristen på utbildat befäl kunde befälsbefattningar tillsättas med personal som hade en civil utbildning och erfarenhet som motsvarade vad som krävdes för befattningen, men saknade militär utbildning. I Kriegsmarine bar de tjänstebeteckningen Sonderführer med inom parentes tillfogad tjänstegrad för den befattning som utövades. Till exempel: Sonderführer (Leutnant z. See), Sonderführer (Maschinist). Ett särskilt tjänstetecken i form av ett ankare bars på kragen för att utmärka deras ställning.

### Marinens krigspolis
Marineküstenpolizei bestod av civila sjöpoliser som krigsplacerats vid Kriegsmarine. De tillades en militär grad som motsvarade deras tjänstegrad i polisen enligt tabellen nedan (gällde från 1941). De som innehade högre militär grad i marinens reserv använde denna grad.
| Wasserschutzpolizei                             | Marineküstenpolizei                 |
| ----------------------------------------------- | ----------------------------------- |
| Rottwachtmeister                                | Maat der MKP                        |
| Wachtmeister                                    | Obermaat der MKP                    |
| Oberwachtmeister                                | Feldwebel der MKP                   |
| Revieroberwachtmeister                          | Oberfeldwebel der MKP               |
| Hauptwachtmeister (med mindre än 12 års tjänst) | Oberfeldwebel der MKP               |
| Hauptwachtmeister (med mer än 12 års tjänst)    | Stabsoberfeldwebel der MKP          |
| Meister                                         | Sonderführer (Leutnant der MKP)     |
| Revierleutnant                                  | Sonderführer (Oberleutnant der MKP) |
| Revieroberleutnant                              | Sonderführer (Oberleutnant der MKP) |

### Illustrationer

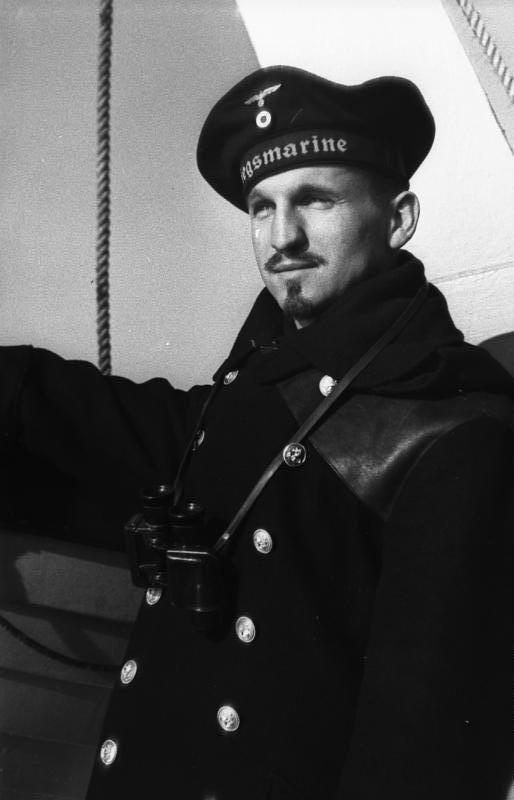
Matrose
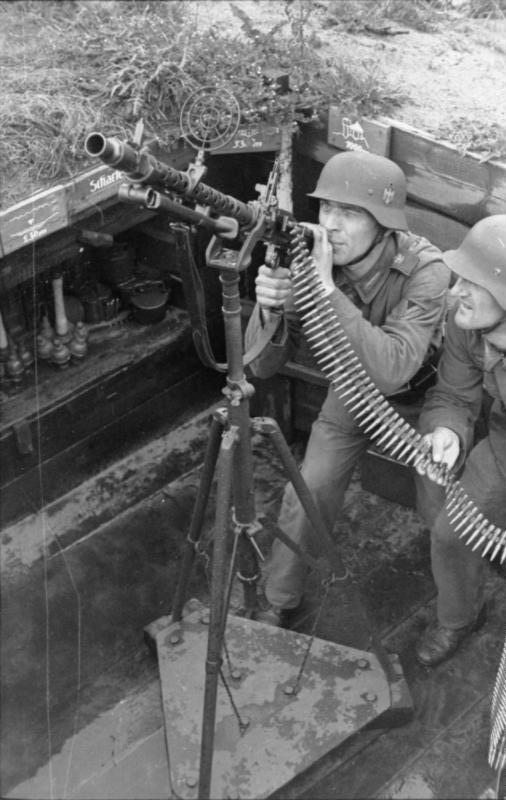
Marineartillerie-obergefreiter (till vänster)
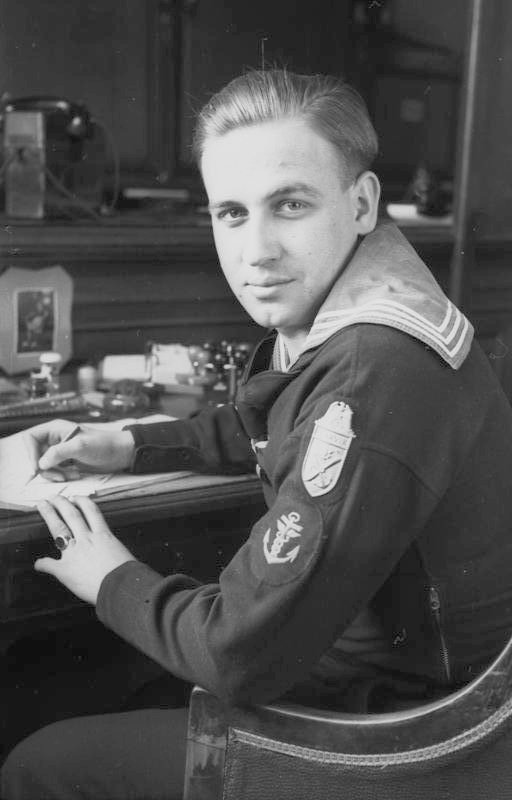
Verwaltungsmaat
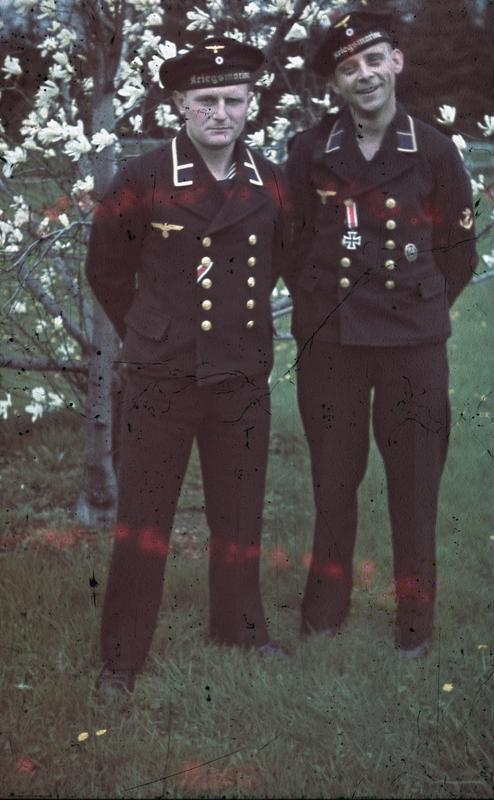
Obermaat i ett propagandakompani (till höger)
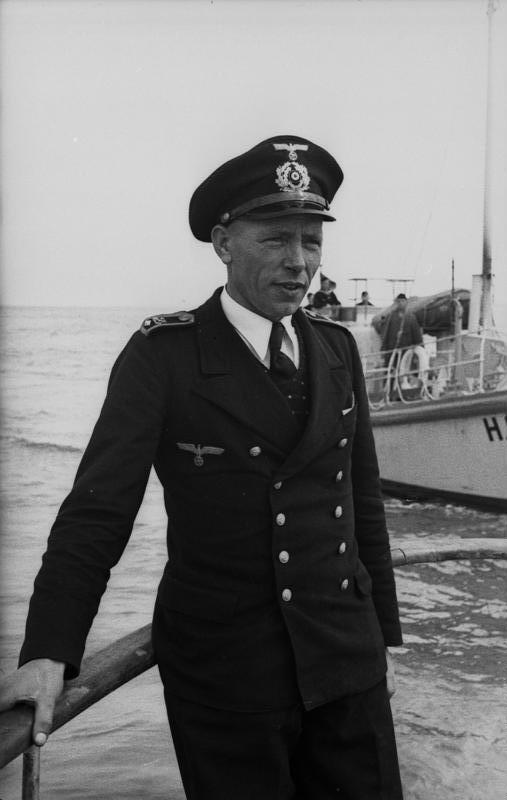
Bootsmann
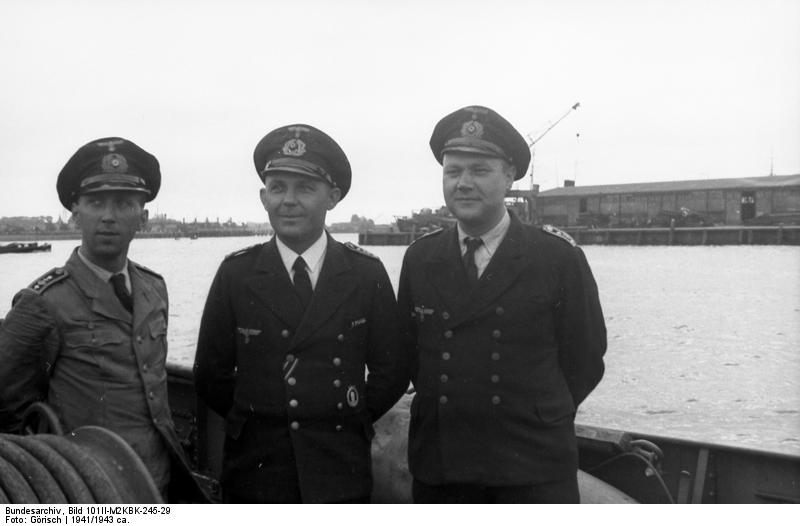
Obermaschinist (till vänster)
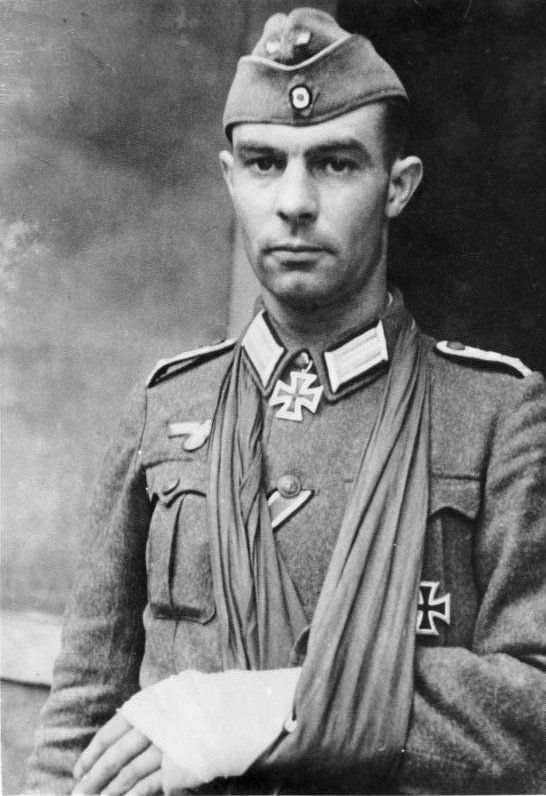
Oberleutnant och batterichef vid kustartilleriet
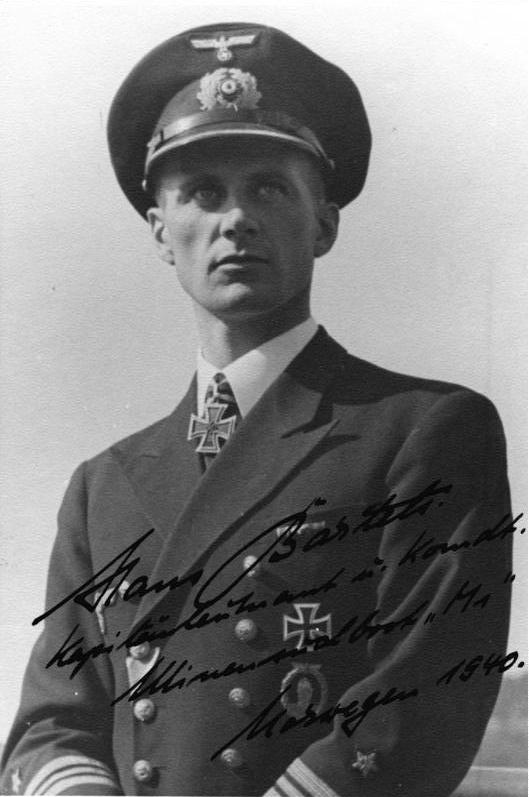
Kapitänleutnant och ubåtschef
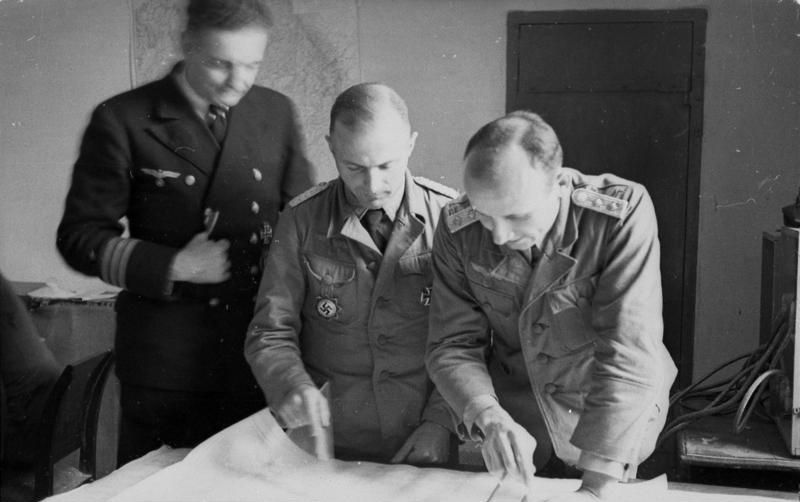
Korvettenkapitän (till vänster)
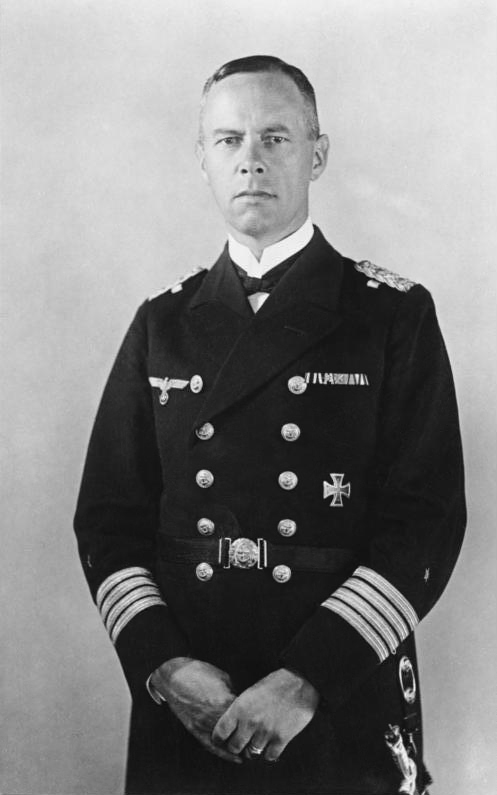
Kapitän zur See
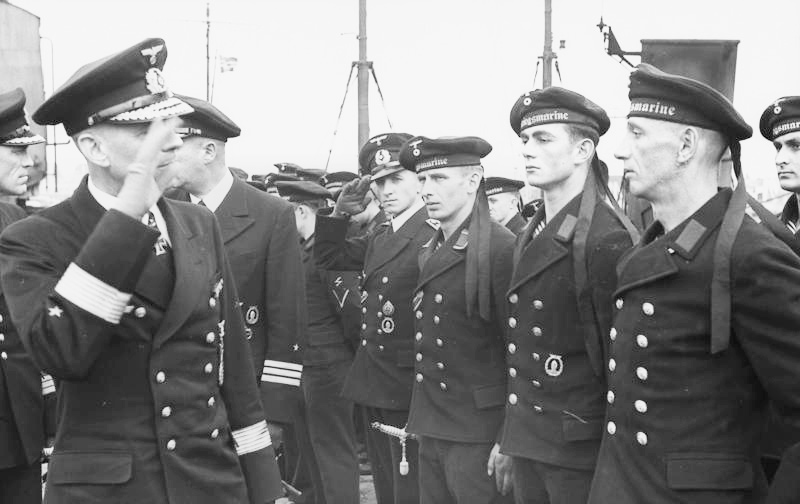
Kommodore (till vänster)
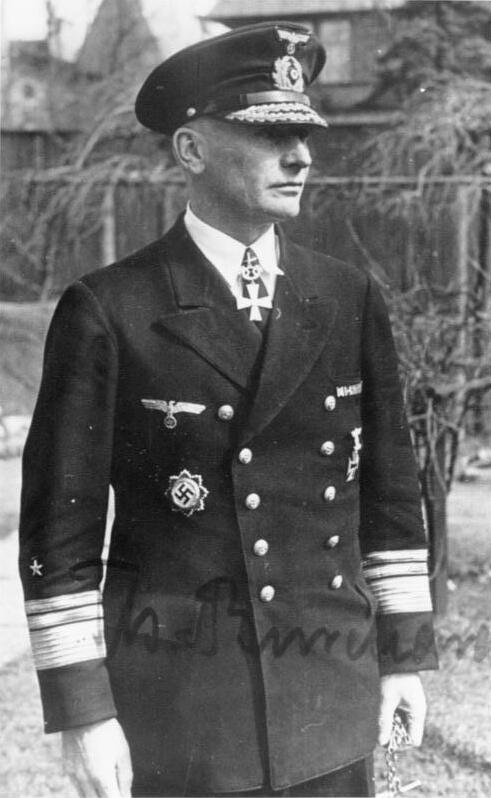
Vizeadmiral

## Civilmilitära tjänstemän
Civilmilitära tjänstemän bar silverfärgade galoner, knappar och facktecken samt färgat kläde under axeltränsarna.

### Tjänstegrenar
- Förvaltningstjänstemän Kornblått kläde: facktecken i form av chevroner.
- Tekniska tjänstemän Svart kläde; facktecken i form av trianglar.
- Auditörer och domstolstjänstemän Karmosinrött kläde; facktecken i form av svärd och vågskålar.
- Apotekare Kornblått kläde; facktecken i form av vågor.
- Marinlotsar och nautiska fartygstjänstemän Svart kläde; facktecken i form av ankare.
- Maskintekniska fartygstjänstemän Svart kläde; facktecken i form av kugghjul.
- Lärare i allmänna läroämnen Kornblått kläde; facktecken i form av rosetter.
- Lärare i tekniska läroämnen Svart kläde; facktecken i form av rosetter.
- Tjänstemän vid Oberkommando der Kriegsmarine Mörkblått kläde; facktecken beroende på tjänstegren enligt ovan.

Källa: 

### Tjänstebenämningar 1943
Förvaltningstjänstemän
| Vederlike med    | Lägre tjänstemän                                      | Lägre mellantjänstemän                                                       | Högre mellantjänstemän | Högre tjänstemän                                               |
| ---------------- | ----------------------------------------------------- | ---------------------------------------------------------------------------- | --- | -------------------------------------------------------------- |
| Feldwebel        | Marinelagerwarte Marinelagermeister Marineamtsgehilfe | -                                                                            | - | -                                                              |
| Oberfeldwebel    | -                                                     | Marineassistent Marineverwaltungsassistent Marineobergeldzähler Marineküster | - | -                                                              |
| Leutnant         | -                                                     | Marinsekretär Marineverwaltungssekretär Werftkanzleivorsteher                | - | -                                                              |
| Oberleutnant     | -                                                     | Marineobersekretär Marineoberverwaltungssekretär                             | Marineinspektor Marineintendanturinspektor Regierungsinspektor Marineverwaltungsinspektor Bibliothekinspektor Werftinspektor                                                  | -                                                              |
| Kapitänleutnant  | -                                                     | -                                                                            | Marineoberinspektor Marineintendanturoberinspektor Regierungsoberinspektor Oberwerftinspektor Marineverpflegungsamtsvorsteher Marineunterkunftsamtsvorsteher Magazinvorsteher | -                                                              |
| Korvettenkapitän | -                                                     | -                                                                            | Marineoberamtmann Marineoberverwaltungsamtmann Marineamtmann Marineintendaturamtmann Marineverwaltungsamtmann                                                                 | Regierungsrat Marineintendaturrat                              |
| Fregattenkapitän | -                                                     | -                                                                            | - | Oberregierungsrat Marineoberintendanturrat                     |
| Kapitän z. See   | -                                                     | -                                                                            | - | Ministerialrat Marineintendant Marinewerftsverwaltungsdirektor |
| Konteradmiral    | -                                                     | -                                                                            | - | Ministerialdirigent Marinechefintendant                        |
| Vizeadmiral      | -                                                     | -                                                                            | - | Ministerialdirektor                                            |

Källa:  
Krigsdomare, krigsfiskaler, auditörer och domstolstjänstemän
| Vederlike med    | Lägre tjänstemän                                          | Lägre mellantjänstemän           | Högre mellantjänstemän                                      | Högre tjänstemän                                                  |
| ---------------- | --------------------------------------------------------- | -------------------------------- | ----------------------------------------------------------- | ----------------------------------------------------------------- |
| Feldwebel        | Reichskriegsgerichtswachtmeister Marinejustizwachtmeister | -                                | -                                                           | -                                                                 |
| Oberfeldwebel    | Oberbotenmeister beim Reichskriegsgericht                 | -                                | -                                                           | -                                                                 |
| Leutnant         | -                                                         | Reichskriegsgerichtssekretär     | -                                                           | -                                                                 |
| Oberleutnant     | -                                                         | Reichskriegsgerichtsobersekretär | Marinejustizinspektor                                       | -                                                                 |
| Kapitänleutnant  | -                                                         | -                                | Reichskriegsgerichtsoberinspektor Marinejustizoberinspektor | -                                                                 |
| Korvettenkapitän | -                                                         | -                                | Amtsrat beim Reichskriegsgericht Marinejustizamtmann        | Marinekriegsgerichtsrat                                           |
| Fregattenkapitän | -                                                         | -                                | -                                                           | Marineoberkriegsgerichtsrat                                       |
| Kapitän z. See   | -                                                         | -                                | -                                                           | Marineoberstkriegsgerichtsrat                                     |
| Konteradmiral    | -                                                         | -                                | -                                                           | Reichskriegsgerichtsrat Reichskriegsanwalt                        |
| Vizeadmiral      | -                                                         | -                                | -                                                           | Senatspräsident beim Reichskriegsgericht Oberkriegsgerichtsanwalt |

Källa: 
Apotekare
| Vederlike med    | Lägre tjänstemän | Lägre mellantjänstemän | Högre mellantjänstemän | Högre tjänstemän               |
| ---------------- | ---------------- | ---------------------- | ---------------------- | ------------------------------ |
| Feldwebel        | -                | -                      | -                      | -                              |
| Oberfeldwebel    | -                | -                      | -                      | -                              |
| Leutnant         | -                | -                      | -                      | Marineassistenzapotheker d. R. |
| Oberleutnant     | -                | -                      | -                      | Marineoberapotheker d. R.      |
| Kapitänleutnant  | -                | -                      | -                      | Marinestabsapotheker           |
| Korvettenkapitän | -                | -                      |                        | Marineoberstabsapotheker       |
| Fregattenkapitän | -                | -                      | -                      | Marinesoberfeldapotheker       |
| Kapitän z. See   | -                | -                      | -                      | Marineoberstapotheker          |
| Konteradmiral    | -                | -                      | -                      | -                              |
| Vizeadmiral      | -                | -                      | -                      | -                              |

Källa: 
Marinlotsar och nautiska fartygstjänstemän
| Vederlike med    | Lägre tjänstemän | Lägre mellantjänstemän                         | Högre mellantjänstemän                                             | Högre tjänstemän |
| ---------------- | ---------------- | ---------------------------------------------- | ------------------------------------------------------------------ | ---------------- |
| Feldwebel        | -                | -                                              | -                                                                  | -                |
| Oberfeldwebel    | -                | Marineschiffskapitän Dritter Seesteuermann     | -                                                                  | -                |
| Leutnant         | -                | Marineoberschiffskapitän Zweiter Seesteuermann | -                                                                  | - -              |
| Oberleutnant     | -                | Marinehauptschiffskapitän                      | Marinelotse Marineseekapitän Erster Seesteuermann                  | -                |
| Kapitänleutnant  | -                | -                                              | Marineoberlotse Marineoberseekapitän                               | -                |
| Korvettenkapitän | -                | -                                              | Marinelotsenkapitän Marinelotsenkommandeur Erster Marineseekapitän | -                |
| Fregattenkapitän | -                | -                                              | -                                                                  | -                |
| Kapitän z. See   | -                | -                                              | -                                                                  | -                |
| Konteradmiral    | -                | -                                              | -                                                                  | -                |
| Vizeadmiral      | -                | -                                              | -                                                                  | -                |

- Kapitän = sjökapten; Steuermann = styrman; Lotse = lots.

Källa: 
Maskintekniska fartygstjänstemän
| Vederlike med    | Lägre tjänstemän | Lägre mellantjänstemän                            | Högre mellantjänstemän                     | Högre tjänstemän |
| ---------------- | ---------------- | ------------------------------------------------- | ------------------------------------------ | ---------------- |
| Feldwebel        | -                | -                                                 | -                                          | -                |
| Oberfeldwebel    | -                | Marineschiffsmaschinist Dritter Seemaschinist     | -                                          | -                |
| Leutnant         | -                | Marineoberschiffsmaschinist Zweiter Seemaschinist | -                                          | -                |
| Oberleutnant     | -                | Marinehauptschiffsmaschinist                      | Marineschiffsingeniuer Erste Seemaschinist | -                |
| Kapitänleutnant  | -                | -                                                 | Marineoberschiffsingenieur                 | -                |
| Korvettenkapitän | -                | -                                                 | Marinehauptschiffsingenieur                | -                |
| Fregattenkapitän | -                | -                                                 | -                                          | -                |
| Kapitän z. See   | -                | -                                                 | -                                          | -                |
| Konteradmiral    | -                | -                                                 | -                                          | -                |
| Vizeadmiral      | -                | -                                                 | -                                          | -                |

- Schiffsingenieur = maskinchef; Maschinist = maskinist

Källa: 
Lärare
| Vederlike med    | Lägre tjänstemän | Lägre mellantjänstemän | Högre mellantjänstemän                              | Högre tjänstemän                                                          |
| ---------------- | ---------------- | ---------------------- | --------------------------------------------------- | ------------------------------------------------------------------------- |
| Feldwebel        | -                | -                      | -                                                   | -                                                                         |
| Oberfeldwebel    | -                | -                      | -                                                   | -                                                                         |
| Leutnant         | -                | Fachlehrer             | -                                                   | -                                                                         |
| Oberleutnant     | -                | Oberfachlehrer         | -                                                   | -                                                                         |
| Kapitänleutnant  | -                | -                      | Fachschulkonrektor Oberlehrer Navigationslehrer     | Studienassessor Studienrat                                                |
| Korvettenkapitän | -                | -                      | Berufsfachschuldirektor Schulrektor Fachschulrektor | Studiendirektor Studienrat                                                |
| Fregattenkapitän | -                | -                      | -                                                   | Oberfachschulrat Oberfachschuldirektor Oberstudiendirektor Oberstudienrat |
| Kapitän z. See   | -                | -                      | -                                                   | Oberschulrat Oberschuldirektor                                            |
| Konteradmiral    | -                | -                      | -                                                   | -                                                                         |
| Vizeadmiral      | -                | -                      | -                                                   | -                                                                         |

1. ↑  Lärare i övningsämnen
2. ↑  Studierektor vid fackskola
3. ↑  Adjunkt som extra ordinarie tjänsteman.
4. ↑  Adjunkt under de tre första åren med fullmaktstjänst.
5. ↑  Rektor vid yrkesskola
6. ↑  Rektor vid allmänbildande skola
7. ↑  Rektor vid fackskola
8. ↑  Studierektor vid gymnasium
9. ↑  Adjunkt efter tre år med fullmaktstjänst
10. ↑  Skolinspektör för fackskoleutbildningen
11. ↑  Skoldirektör vid fackskoleutbildningen
12. ↑  Rektor vid gymnasium
13. ↑  Lektor
14. ↑  Skolinspektör
15. ↑  Skoldirektör

Källa: 

## Marinlottor

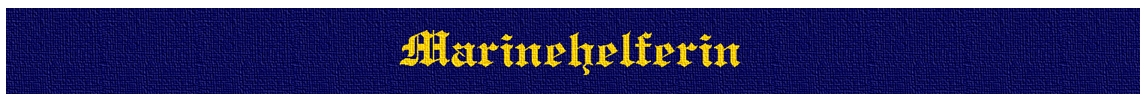
Marinlottor bar detta band om nedre vänstra underärmen på uniformsrocken.

Marinlottor (Marinehelferinnen) tilldelades tjänstgöringsgrader, men dessa var inte militär grader eftersom marinlottorna inte hade befälsrätt över manlig personal.
| Tjänstgöringsgrad       | Likställd med    |
| ----------------------- | ---------------- |
| Marinehelferin          | Matrose          |
| Marinevorhelferin       | Gefreiter        |
| Marineoberhelferin      | Obergefreiter    |
| Marinehaupthelferin     | Maat             |
| Marineunterführerin     | Feldwebel        |
| Marineführerin          | Leutnant         |
| Marineoberführerin      | Oberleutnant     |
| Marinehauptführerin     | Kapitänleutnant  |
| Marinestabsführerin     | Korvettenkapitän |
| Marineoberstabsführerin | Fregattenkapitän |

Källa: